# Койтонъярви
Ко́йтонъя́рви (фин. Koitonjärvi) — озеро на территории Лоймольского сельского поселения Суоярвского района Республики Карелия.

## Общие сведения
Площадь озера — 1,1 км². Располагается на высоте 107,2 метров над уровнем моря.
Форма озера продолговатая: немного вытянуто с юго-запада на северо-восток. Берега каменисто-песчаные, местами заболоченные.
С восточной стороны озера вытекает ручей, который, протекая три озера (Хаукилампи (фин. Haukilampi), Яймяярви и Арамаярви (фин. Aramajärvi)), втекает в реку Саркайоки, впадающую в озеро Суйстамонъярви.
В озере расположены три острова небольшой площади.
Населённые пункты возле озера отсутствуют. Ближайший — посёлок Суйстамо — расположен в 5 км к юго-западу от озера.
Название озера переводится с финского языка как «озеро на заре».
Код объекта в государственном водном реестре — 01040300211102000013469.